# رحمان بلیچی
رحمان بلیچی (به ترکی استانبولی: rahmɑn bilidʒi) (زاده ۲۸ اکتبر ۱۹۸۹) یک کشتی گیر فرنگی کار اهل ترکیه است.
از افتخارات وی می‌توان به کسب مدال برنز مسابقات قهرمانی کشتی جهان ۲۰۱۸ اشاره کرد.

## مسابقات قهرمانی کشتی جهان ۲۰۱۸
بلیچی در وزن ۶۳ کیلوگرم کشتی فرنگی مسابقات قهرمانی کشتی جهان ۲۰۱۸ بوداپست حاضر بود که در مسابقه اول لاشا ماریامیدزه از گرجستان را شکست داد اما در مسابقه بعد به استپان ماریانیان از روسیه باخت و با توجه به حضور این کشتی‌گیر در فینال، به دیدار شانس مجدد رفت. او در مراحل شانس مجدد کاتسواکی اندو از ژاپن و ایستوان وانزا از مجارستان را شکست داد و به دیدار رده‌بندی رسید. وی در این دیدار حسن حسن محمد از مصر را شکست داد و مدال برنز وزن ۶۳ کیلوگرم را بدست آورد.